# Dactylochelifer beieri
Dactylochelifer beieri är en spindeldjursart som beskrevs av Vladimir V. Redikorzev 1932. Dactylochelifer beieri ingår i släktet Dactylochelifer och familjen tvåögonklokrypare. Inga underarter finns listade i Catalogue of Life.